# Ranedo-Promediano
Ranedo-Promediano es una entidad local menor perteneciente al municipio de Valle de Tobalina, en la provincia de Burgos, comunidad autónoma de Castilla y León (España). Está formada por los pueblos de Ranedo y Promediano, distantes entre sí 1,2 km.
Su población es de 10 personas (INE 2017).